# Pierre-Étienne Drouault
Pierre-Étienne Drouault (Le Mans, 9 dicembre 1990) è un cestista francese.

## Palmarès
- Semaine des As: 1

Le Mans: 2009